# Mongo Beti
Mongo Beti, eigentlich Alexandre Biyidi (* 30. Juni 1932 in Akométam, Cameroun; † 8. Oktober 2001 in Douala) war ein kamerunischer Schriftsteller und Kritiker des Neokolonialismus.

## Leben
Alexandre Biyidi Awala, Sohn von Oscar Awala und Régine Alomo, wurde am 30. Juni 1932 in Akométam geboren, einem kleinen Dorf in der Nähe von Mbalmayo, das selbst 45 km von Yaoundé, der Hauptstadt des Kamerun entfernt liegt. Nach dem Besuch einer von Missionaren geleiteten Grundschule in Mbalmayo kam er 1945 auf das Gymnasium Leclerc in Yaoundé. Nach dem Abitur 1951 ging er nach Frankreich, um ein Studium der Literatur in Aix-en-Provence, später an der Sorbonne in Paris aufzunehmen.
Seine literarische Arbeit begann mit der Geschichte Sans haine et sans amour [Ohne Hass und ohne Liebe], die 1953 in der von Alioune Diop geleiteten Zeitschrift Présence Africaine veröffentlicht wird. Ein erster Roman Ville cruelle [Grausame Stadt] unter dem Pseudonym Eza Boto folgte 1954 bei dem Verlag Présence Africaine.
1956 verursachte das Erscheinen des Romans Le pauvre Christ de Bomba [Der arme Christ von Bomba] durch seine satirische Beschreibung der Welt der Missionare und des Kolonialismus einen Skandal. Anschließend erschienen Mission terminée, 1957 (Prix Sainte Beuve 1958) und Le Roi miraculé, 1958. Er arbeitete damals für die Zeitschrift Preuves, für die er aus Afrika berichtete. Er arbeitete auch als Hilfslehrer am Gymnasium von Rambouillet.
1959 wurde er als Lehrer am Gymnasium Henri Avril in Lamballe angestellt. Er schaffte die Agrégation (nationaler Wettbewerb für das höhere Lehramt) für klassische Sprachen 1966 und unterrichtete von da an bis 1994 am Corneille Gymnasium in Rouen.
1972 kehrt er in einer Weise zum Schreiben zurück, die Aufsehen erregt. Sein Buch Main basse sur le Cameroun, autopsie d’une décolonisation [etwa: Beschlagnahme des Kamerun, Autopsie einer Dekolonisation] wurde bei seinem Erscheinen durch den Innenminister Raymond Marcellin auf Verlangen Jacques Foccarts, der damit einer Bitte der Regierung des Kamerun folgt, verboten. Er publizierte 1974 Perpétue und Remember Ruben. Obwohl Beti als Lehrer Beamter war und in Frankreich nur Personen mit französischer Staatsangehörigkeit Beamte werden dürfen, wurde Betis Staatsangehörigkeit angezweifelt, da das Verbot von Main basse sich auf ein altes Gesetz stützt, das das Verbot aus dem Ausland eingeführter Schriften erlaubt. Nach einer langen juristischen Prozedur erreichten Mongo Beti und sein Verleger François Maspéro 1976 die Annullierung des Verbots von Main basse.
Seit 1978 gab Beti zusammen mit seiner Frau Odile Tobner, die zweimonatlich erscheinende Zeitschrift Peuples noirs, peuples africains heraus. Die beiden waren gezwungen, den Vertrieb selbst zu organisieren. Sie wurde 1991 eingestellt. Diese Zeitschrift beschrieb unablässig die Afrika von den neokolonialistischen Regimen angetanen Übel und prangerte diese an. In dieser Zeit erschienen auch die Romane La ruine presque cocasse d’un polichinelle (1979),  Les deux mères de Guillaume Ismaël Dzewatama futur camionneur (1983), La revanche de Guillaume Ismaël Dzewatama (1984), und die Lettre ouverte aux Camerounais ou la deuxième mort de Ruben Um Nyobè (1984) und der Dictionnaire de la négritude (1989, mit Odile Tobner und Mitarbeitern der Zeitschrift).
1991 kehrte Mongo Beti nach 32 Jahren Exil in den Kamerun zurück. Er veröffentlichte 1993 La France contre l’Afrique, retour au Cameroun. 1994 ließ er sich pensionieren. Er arbeitete dann in Yaoundé, wo er die Buchhandlung La Librairie des Peuples noirs eröffnete, und organisierte in seinem Dorf Akometam landwirtschaftliche Aktivitäten. Er gründete Vereinigungen zur Verteidigung der Bürgerrechte und verfasste für die Presse zahlreiche Protestartikel.
Im Januar 1996 wurde er auf der Straße in Yaoundé von der Polizei angegriffen. Während einer Demonstration im Oktober 1997 wurde er von der Polizei angehalten. In dieser Zeit publizierte er mehrere Romane: L’histoire du fou (Geschichte eines Irren) (1994) und die ersten beiden Bände, Trop de soleil tue l’amour [Sonne Liebe Tod] (1999) und Branle-bas en noir et blanc (2000), einer unvollendeten Trilogie.
Am 6. Oktober 2001 wurde er in das Krankenhaus von Yaoundé eingeliefert, wo er nicht ausreichend behandelt werden konnte, da dort keine Dialyse möglich ist. Er wurde noch am 6. Oktober in das Krankenhaus von Douala überführt, wo er am 8. Oktober 2001 starb.

## Werke
- Sans haine et sans amour, 1953.
- Ville cruelle, 1954, dt. Die grausame Stadt, Verlag Volk und Welt 1963
- Mission terminée, 1957, dt. Besuch in Kala oder Wie ich eine Braut einfing, Peter Hammer Verlag 2003
- Le roi miraculé: chronique des Essazam, 1958, dt. Tam-Tam für den König, Kindler Verlag 1959
- Main basse sur le Cameroun: autopsie d'une décolonisation, 1972.
- Les procès du Cameroun: autopsie d'une décolonisation, 1972.
- Le pauvre Christ de Bomba, Éditions Robert Laffont, Paris 1956.
  - en. The Poor Christ of Bomba, translated by Gerald Moore. Heinemann Educational Books, London 1971, ISBN 0-435-90088-9
  - dt. Der arme Christ von Bomba, 2. veränderte Auflage Wuppertal: Peter Hammer Verlag 1995
- Perpétue et l’habitude du malheur, 1974. dt. Perpétue und die Gewöhnung ans Unglück, Suhrkamp 1980
- Remember Ruben, 1974.
- Peuples noirs, peuples africains, Zeitschrift 1978–1991
- La ruïne presque cocasse d’un polichinelle: Remember Ruben 2, 1979, dt. Sturz einer Marionette, Verlag Volk und Welt 1982
- Les langues africaines et le néo-colonialisme en Afrique francophone, 1982.
- Les deux mères de Guillaume Ismaël Dzewatama, futur camionneur, 1983.
- La revanche de Guillaume Ismael Dzewatama, 1984.
- Lettre ouverte aux Camerounais, ou, La deuxième mort de Ruben Um Nyobé, 1986.
- Dictionnaire de la négritude mit Odile Tobner unter Mitarbeit der Mitarbeiter der Zeitschrift Peuples noirs, peuples africains, 1989.
- La France contre l’Afrique: retour au Cameroun, 1993.
- L'histoire du fou, 1994.
- Trop de soleil tue l’amour, 1999. dt. Sonne Liebe Tod übersetzt von Stefan Linster, Unionsverlag 2000
- Branle-bas en noir et blanc, 2000.
- Mongo Beti Parle, 2002, Bayreuth African Studies Series 54, Verlag E. Breitinger, ISBN 3-927510-65-3

### Aufsätze und Rezensionen
- Karimi, Kian-Harald: Afrikanische Passagen zwischen Gestern und Heute: Auf den Spuren urbanen Lebens von Mongo Betis 'La ville cruelle' bis Alain Mabanckous 'Black Bazar' , in: Ursula Hennigfeld Hg.: Nicht nur Paris. Metropolitane und urbane Räume in der französischsprachigen Literatur der Gegenwart. Reihe: Lettre. Transkript, Bielefeld 2012, ISBN 978-3-8376-1750-4 S. 125–152